# 王奂
王奂（435年—493年4月26日），字道明，小字彦孙，琅邪郡临沂县（今山东省临沂市）人，南朝齐武帝时担任尚书右仆射。王僧朗之孙，王粹之子。

## 生平
王奂年少时强济，叔父王景文常以家事委任他。他无学术，有吏才。刘宋末年出仕为著作佐郎、太子舍人。後为侍中，升明初年为丹阳尹。历官江夏郡、武昌郡太守、祠部尚书，转掌吏部。再任吏部尚书、吴兴郡太守。齐高帝时，王奂任侍中、太常、秘书监、镇西长史。齐武帝永明年间，官至尚书右仆射、左仆射。出为雍州刺史，加都督，王奂佞佛着迷，妨害公务。与宁蛮长史刘兴祖关系不睦。王奂派军主朱公恩征讨蛮族，失利而返。刘兴祖打算启奏朝廷，奏章写好后，呈送王奂。王奂因此大怒，派左右仗身三十人，称朝廷有敕，逮捕刘兴祖关进狱中。永明十年（492年）在狱中杀死刘兴祖。永明十一年（493年），齐武帝大怒，派吕文显、曹道刚领兵收捕，遂与子王彪领兵闭门拒战，兵败被杀。

## 家庭

### 兄弟
- 王份，南梁侍中、特进、左光禄大夫、监丹阳尹、胡子
- 王伷
- 王俨

### 夫人
- 陈郡殷氏，刘宋太中大夫殷道矜之女[4][5]

### 子女
- 王融，南齐太子中庶子
- 王琛，南齐司徒从事中郎
- 王彪
- 王爽
- 王弼
- 王肃，北魏散骑常侍、车骑将军、都督淮南诸军事、扬州刺史、昌国宣简公
- 王秉，北魏辅国将军、幽州刺史
- 王氏，嫁殷叡

## 延伸阅读
[在维基数据编辑]
 《南齊書/卷49》，出自萧子显《南齊書》